# Stemodia crenatifolia
Stemodia crenatifolia är en grobladsväxtart som först beskrevs av Carl Ernst Otto Kuntze, och fick sitt nu gällande namn av Karl Moritz Schumann. Stemodia crenatifolia ingår i släktet Stemodia och familjen grobladsväxter. Inga underarter finns listade i Catalogue of Life.